# Steve MacIntyre
Steven "Steve" MacIntyre, född 8 augusti 1980, är en kanadensisk professionell ishockeyspelare som spelar för Edmonton Oilers i NHL. Han har tidigare representerat Pittsburgh Penguins och Florida Panthers.
Han blev aldrig draftad av något lag.